# Окленд (округ Джефферсон, Вісконсин)
Окленд (англ. Oakland) — місто (англ. town) в США, в окрузі Джефферсон штату Вісконсин. Населення — 3231 особа (2020).

## Демографія
Згідно з переписом 2010 року, у місті мешкало 3100 осіб у 1312 домогосподарствах у складі 907 родин. Було 1621 помешкання
Расовий склад населення:
| - 97,5 % — білих - 0,4 % — чорних або афроамериканців - 0,4 % — азіатів - 0,3 % — корінних американців |

До двох чи більше рас належало 0,9 %. Частка іспаномовних становила 1,7 % від усіх жителів.
За віковим діапазоном населення розподілялося таким чином: 20,4 % — особи молодші 18 років, 64,3 % — особи у віці 18—64 років, 15,3 % — особи у віці 65 років та старші. Медіана віку мешканця становила 47,1 року. На 100 осіб жіночої статі у місті припадало 103,1 чоловіків;  на 100 жінок у віці від 18 років та старших — 102,2 чоловіків також старших 18 років.
Середній дохід на одне домашнє господарство  становив 91 135 доларів США (медіана — 69 611), а середній дохід на одну сім'ю — 99 658 доларів (медіана — 81 500). Медіана доходів становила 46 976 доларів для чоловіків та 46 154 долари для жінок. За межею бідності перебувало 5,1 % осіб, у тому числі 4,9 % дітей у віці до 18 років та 12,8 % осіб у віці 65 років та старших.
Цивільне працевлаштоване населення становило 1917 осіб. Основні галузі зайнятості: освіта, охорона здоров'я та соціальна допомога — 23,2 %, виробництво — 16,0 %, роздрібна торгівля — 11,5 %, фінанси, страхування та нерухомість — 9,2 %.